# Kevin Dyson
Kevin Tyree Dyson (* 23. Juni 1975 in Logan, Utah) ist ein ehemaliger US-amerikanischer American-Football-Spieler in der National Football League. Dyson spielte auf der Position des Wide Receivers für die Tennessee Oilers/Titans. Er wurde von den Oilers in der ersten Runde an sechzehnter Stelle im NFL Draft 1998 ausgewählt. Vor dem Draft spielte er im College-Football-Team der University of Utah. Dyson arbeitet als stellvertretender Schulleiter der selbständigen öffentlichen Highschool in Thompson Station, Tennessee.

## NFL-Karriere
Nachdem Kevin Dyson von den Tennessee Oilers im Draft ausgewählt worden war, spielte er von 1998 bis 2002 für sie. Einen seiner Karrierehöhepunkte erreichte Dyson 2000, als er mit den Titans in den Super Bowl XXXIV einzog. Dabei trafen sie auf die St. Louis Rams; sechs Sekunden vor Spielende hatte die Offense der Tennessee Titans den Ball zehn Yards vor der Endzone der Rams. Allerdings lagen sie mit einem Touchdown zurück. Als der Ball von Quarterback Steve McNair zu Dyson gepasst wurde, fehlten nur noch wenige Yards zum Touchdown, doch Dyson wurde ein Yard vor der Endzone vom gegnerischen Linebacker Mike Jones getackelt und zu Boden gebracht. Dadurch bekam der Super Bowl auch den Spitznamen „One-Yard-Short“, dieses Tackle wird außerdem „The Tackle“ genannt.
2003 spielte Kevin Dyson dann für die Carolina Panthers, erreichte dort allerdings nicht viel, da er verletzt war. 2004 wurde er bei den San Diego Chargers unter Vertrag genommen. Als er dort entlassen wurde, kam er nochmal bei den Washington Redskins unter, die ihn aber noch vor der Regular Season 2005 entließen.
Er beendete seine Karriere mit sechs NFL-Spielzeiten, 178 Passfängen für 2.325 Yards, 18 Touchdowns und 59 Regular-Season-Spielen.

## Persönliches Leben
Während seiner aktiven NFL-Karriere lebte Dyson in Nashville und Salt Lake City. Kevin Dyson hat auch einen jüngeren Bruder, der in der NFL gespielt hat, Andre Dyson.
Nach seiner Karriere ging er an die integrierte Gesamtschule (Highschool) von Glencliff in Nashville, dort war er Wide-Receiver-Coach. Später wechselte er dann zurück an seine frühere Highschool in Thompson’s Station, wo er die Defensive Backs und die Wide Receiver trainierte.